# Heinrichia calligyna
Heinrichia calligyna là một loài chim trong họ Muscicapidae.